# Axialtorg

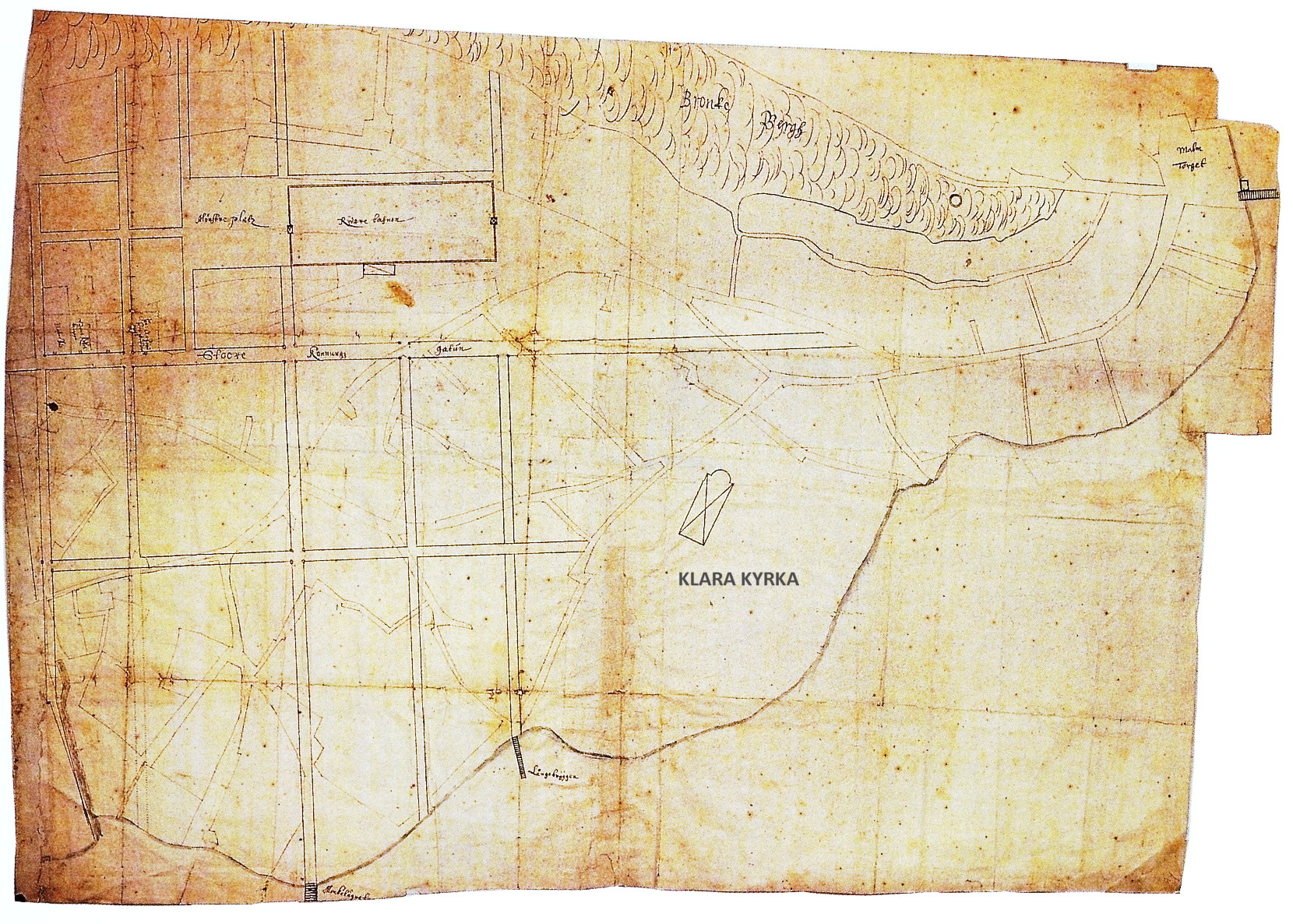
Anders Torstenssons första regleringsplan för Norrmalm 1637 med axialtorget vid Beridarebanan (norr är till vänster).

Ett axialtorg består av två avkortade kvarter, som ligger mitt för varandra på vardera sidan av en gata. Gatan bildar en huvudaxel som skär tvärs över torget. Axialtorget delas i två halvor och skjuter in i kvarteren på sidorna. 

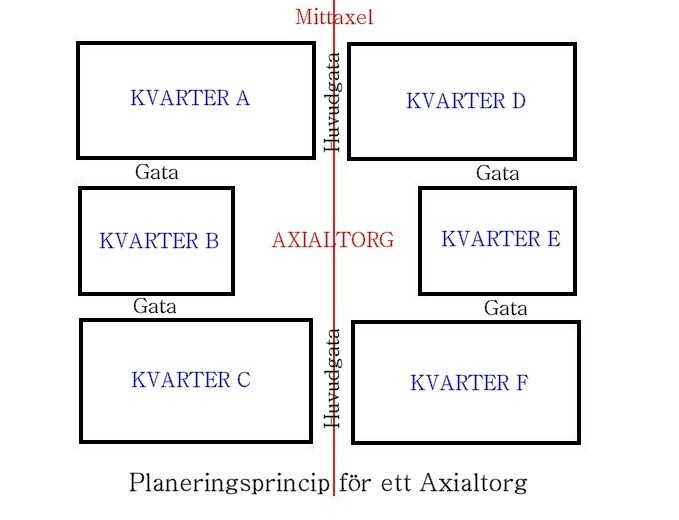
Principskiss för ett axialtorg

Förebilder till axialtorgen finns redan i de tidigaste av renässansens idealstadsplaner. I Sverige introducerades torgformen av Anders Torstensson, där den tidigaste  är den kartskiss för de västra delarna av Norrmalm i Stockholm och kan dateras till 1636 eller början av 1637. Här är torget norr om Beridarebanan, motsvarande dagens Hötorget, ett axialtorg (se Stadsplanering i Stockholm). Senare togs några korta tvärgator bort så att torgets hörn i norr blev slutna. Ett annat exempel för ett ännu idag välbevarat axialtorg i Stockholm är nuvarande Östermalmstorg.
Efter mitten av 1640-talet återfinns axialtorg även hos andra planförfattare som exempelvis 
Nicodemus Tessin d.ä.:s regleringsplan för Gävle 1646, i planerna för Kalmar där torget ännu är intakt och i stadsplanen för  Åbo från 1651 som till stora delar byggde på Torstenssons idéer.